# Пятихатская операция
Пятихатская наступательная операция — фронтовая наступательная операция войск Степного (с 20 октября 2-го Украинского фронта), проводившаяся 15 октября — 23 ноября 1943 года во время Великой Отечественной войны. Составная часть Нижнеднепровской стратегической наступательной операции — второго этапа битвы за Днепр. Проводилась под командованием генерала армии И. С. Конева.
Итогами операции стало продвижение советских войск на Южной Украине на расстояние почти 100 км, освобождение важного железнодорожного узла — города Пятихатки, выход на подступы к Кривому Рогу и Кировограду. Советские войска глубоко вклинились в позиции немецкой группы армий «Юг», Днепропетровская группировка была охвачена с севера, что обусловило её поражение в ходе Днепропетровской операции.

## План операции
В ходе Черниговско-Полтавской стратегической операции (Полтавско-Кременчугская операция) войска Степного фронта под командованием генерала армии И. С. Конева форсировали Днепр в районе Кременчуга и в конце сентября 1943 года захватили между Дериевкой и Верхнеднепровском несколько плацдармов. В ходе ожесточенных боев по 10 октября плацдармы были значительно расширены и объединены в один крупный. К началу октября 1943 года Конев подготовил и согласовал с представителем Ставки Верховного Главнокомандования Маршалом Советского Союза Г. К. Жуковым план проведения наступательной операции на криворожском и кировоградском направлениях. Предусматривалось наступление ударной группировки фронта с занятого плацдарма в общем направлении на Пятихатку и Кривой Рог, после овладения Пятихаткой продолжать развитие успеха в сторону Апостолово с целью отрезать пути отхода на запад днепропетровской группировке противника, упорно оборонявшейся южнее, против Юго-Западного фронта. План был утвержден Ставкой ВГК 3 октября.
Не имея достаточных сил (операция готовилась в ходе непрерывных наступательных боев, продолжавшихся уже два месяца), И. С. Конев произвёл решительное сосредоточение сил на плацдарме. В дополнение к действовавшим там 37-й армии (командующий М. Н. Шарохин) и 7-й гвардейской армии (командующий генерал М. С. Шумилов), туда были введены 57-я армия (командующий генерал Н. А. Гаген) и 5-я гвардейская армия (командующий генерал А. С. Жадов). При этом силами 5-й гвардейской армии был произведен решительный и скрытный манёвр: армия снялась с плацдарма в районе Кременчуга, передав свои позиции 4-й гвардейской армии, переправилась на левый берег Днепра, совершила 100-километровый марш вдоль фронта на юго-восток, затем снова переправилась на правый берег Днепра на плацдарм у Куцеволовки. Этот смелый манёвр полностью аналогичен широко известной переброске 3-й гвардейской танковой армии с Букринского на Лютежский плацдарм, которая производилась примерно в то же время, но остался почти неизвестен.
Кроме того, на плацдарм была скрытно введена ударная группировка фронта — 5-я гвардейская танковая армия (командующий генерал-полковник танковых войск П. А. Ротмистров) и 7-й гвардейский механизированный корпус (командир генерал-лейтенант танковых войск И. П. Корчагин). Все эти переброски войск немецкая разведка обнаружить не смогла. С воздуха войска фронта поддерживала 5-я воздушная армия (командующий генерал-лейтенант авиации С. К. Горюнов).
На оставшемся участке фронта (свыше 50 % его протяженности) были оставлены всего две армии — 52-я армия (командующий генерал К. А. Коротеев) и 4-я гвардейская армия (командующий генерал-лейтенант И. В. Галанин), которые имели задачу активизировать свои действия, расширить занимаемые небольшие плацдармы и тем самым отвлекать на себя противостоящие силы противника. 52-я армия также должна была освободить Черкассы.
Против войск Степного фронта действовали части немецких 1-й танковой армии (командующий генерал кавалерии Эберхард фон Макензен) и 8-й немецкой армии (командующий генерал пехоты Отто Велер) группы армий «Юг» (командующий генерал-фельдмаршал Эрих фон Манштейн). Здесь находились 24 дивизии и два авиационных корпуса из состава 4-го воздушного флота (командующий генерал-полковник Отто Десслох, свыше 700 самолётов). Естественно, что основная масса этих сил была сосредоточена против наиболее крупного плацдарма, там спешно оборудовались сильные оборонительные позиции. Направление советского главного удара предусматривалось в стык немецких армий.

## Начало операции
Утром 15 октября войска фронта после мощной артиллерийской и авиационной подготовки перешли в наступление. Сражение с первых часов приняло упорный характер, противник сразу же стал предпринимать контратаки при поддержке танков и авиации. Советская авиация также активно действовала над полем боя (15 октября немецкая авиация совершила 250 самолёто-вылетов, советская — 470). Скрытное сосредоточение советских войск на исходном рубеже принесло свои плоды — имеющимися силами немецкое командование не могло удержать свои позиции. Советские войска в достаточно высоких темпах прорывали немецкую оборону.
Для ускорения прорыва И. С. Конев приказал во второй половине дня ввести в сражение всю ударную группировку — 5-ю гвардейскую танковую армию и 7-й гвардейский механизированный корпус. В течение дня 16 октября прорыв обороны противника был завершен, началось наступление на Пятихатку. Для поддержки ударной группировки фронта были выделены в полном составе бомбардировочный и штурмовой авиационные корпуса генералов И. С. Полбина и В. Г. Рязанова. 18 октября был занят важный узел вражеской обороны село Дериевка, угрожавший флангу наступавших войск. 19 октября 5-я гвардейская танковая армия освободила город и крупный железнодорожный узел Пятихатки. Здесь были захвачены эшелоны с вооружением и продовольствием и элеватор с большим запасом зерна.
По признанию командующего группой армий «Юг» Манштейна: «Между армиями образовался широкий проход. Перед противником был открыт путь в глубину Днепровской дуги на Кривой Рог и тем самым на Никополь, обладание которым Гитлер с военно-экономической точки зрения считал исключительно важным». Чтобы остановить советское наступление, Манштейн спешно ввёл в бой сразу четыре дивизии, прибывшие из Италии и Франции (376-ю и 384-ю пехотные, 14-ю и 24-ю танковые), а оставшиеся резервы спешно перебросил к Кривому Рогу.
22 октября, южнее направления главного удара, войсками 57-й армии был освобожден Верхнеднепровск.

## Сражения у Кривого Рога
К 23 октября 1943 года 5-я гвардейская танковая армия основными силами вышла на подступы к Кривому Рогу, а частью сил — в район Митрофановки, в 30 километрах восточнее Кировограда. Более того, утром этого же дня части советского 18-го танкового корпуса из состава 5-й гвардейской танковой армии с десантом пехоты с налёту ворвались в Кривой Рог. На улицах города разгорелся жестокий бой, в котором советские танки понесли значительные потери. Они не смогли закрепиться в городе и были вытеснены из него примерно на 8—10 километров к северу (максимальное продвижение немецких войск на одном участке составило 25 км за 17 суток). Пехотные части 37-й армии, наступавшие вслед за 5-й гвардейской танковой армией, на подступах к Кривому Рогу также были задержаны контратаками танков противника.
Конев предпринял попытку обойти Кривой Рог с северо-запада и этот план частично удался — группировка противника была глубоко охвачена. Однако и там Манштейн ввёл в бой две новые танковые дивизии (11-я и 23-я). Вводом в бой свежих сил немецкому командованию удалось замедлить темпы советского наступления у Кривого Рога. Причиной неудачи стало вмешательство И. В. Сталина, который в разгар сражения, 26 октября, потребовал директивой Ставки развивать наступление по расходящимся направлениям: не прекращая наступления на Кривой Рог, одновременно нанести удар и на Кировоград, причём считать этот удар главным. Это ослабило силу советского наступления на Кривой Рог. Успев воспользоваться задержкой советских войск в Кривом Роге, Манштейн перебросил с других участков ещё две дивизии.
С утра 28 октября эта немецкая группировка при массированной поддержке авиации перешла в наступление. Северо-западнее Кривого Рога в долине реки Ингулец развернулось крупное сражение. Немцам удалось оттеснить войска 37-й и 7-й гвардейской армий на 15—20 километров, но большего они добиться не смогли. Только за первые два дня боя было подбито 150 немецких танков. Большие потери понесли и советские войска. Также немецкие войска смогли остановить советский натиск на Кировоград. В дальнейшем советские войска вели успешные бои по расширению достигнутого прорыва, но повторная попытка овладеть Кривым Рогом во исполнение директивы Ставки ВГК от 5 ноября с развитием глубокого наступления на юг не удалась. Здесь завязались затяжные, но почти безуспешные тяжёлые бои.
В этой ситуации Конев обратился к И. В. Сталину с просьбой об окончании операции для подтягивания тылов и переформирования войск, мотивируя это тем что в условиях начавшейся распутицы в дополнение к этим факторам практически срывается и снабжение армий горючим, боеприпасами, продовольствием. При этом Конев предложил для улучшения положения фронта перенести главный удар на другое направление и подготовить Знаменскую операцию. Сталин согласился с этим мнением и 23 ноября войска 2-го Украинского фронта перешли к обороне.

## Итоги операции
В целом, несмотря на неудачу под Кривым Рогом, Пятихатская операция является успешной. Войска фронта продвинулись почти на 100 километров и вышли на подступы к Кривому Рогу и Кировограду, глубоко вклинившись во фронт группы армий «Юг». При этом днепропетровская группировка противника оказалась охвачена с севера, а кировоградская — с юга, что обусловило поражение этих обеих группировок в Днепропетровской и в Кировоградской операциях соответственно. Советский плацдарм на Нижнем Днепре стал стратегическим, что сделало освобождение всего юга Правобережной Украины вопросом самого ближайшего времени. Южный участок «Восточного вала» перестал существовать.